# هنگلیسی
هنگلیش (نامی مرکب از واژه‌های هندی و انگلیسی) ترکیبی از انگلیسی و تعدادی از زبان‌های جنوب شرقی اسیاست، چرا که این زبان‌های شرقی به طور آزاد در جمله یا جملاتی با یکدیگر مبادلاتی انجام می‌دهند. هر چند نام آن از هندی مشتق شده، اما تنها اشاره به زبان هندی ندارد بلکه زبانی ملمع (ترکیبی از چند زبان) است که در آن واژگان انگلیسی با هندی و پنجابی مخلوط شده است و در بین خانواده‌های آسیا-بریتانیایی که قصد زیبایی و روح بخشیدن به زبان انگلیسی را دارند، مورد استفاده قرار می‌گیرد.

## گستره نفوذ
این زبان در مراکز شهری و نیمه‌شهری ایالت‌های انگلیسی‌زبان هند مرسوم است، اما به تدریج در حال گسترش به مناطق روستایی و دورافتاده این ایالت‌ها از طریق تلویزیون، تلفن همراه و واژگان شفاهی نیز هست. بسیاری از هندی‌زبانان تشخیص نمی‌دهند که در حال گنجانیدن کلمات انگلیسی در جملات هندی هستند یا گنجانیدن کلمات هندی در جملات انگلیسی. دیوید کریستال زبان‌شناس بریتانیایی دانشگاه ولز، در سال ۲۰۰۴ پیش‌بینی کرده بود که با جمعیتی ۳۵۰ میلیونی، شمار هنگلیش‌زبانان جهان به زودی از انگلیسی‌زبانان بومی بیشتر می‌شود.

## پیشینه
دویانی شوبال که یک ستون‌نویس است، نخستین کسی بود که اصطلاح هنگلیش را بکار برد. شوبا دِ نیز کسی بود که استفاده از عناصر هنگلیش را در کتاب‌هایش و ستون‌هایی که در مجله استار داست می‌نوشت، آغاز کرد. اوپامانی چارترجی و سلمان رشدی از دیگر نویسندگانی هستند که از عناصر هنگلیش در رمان‌های خود استفاده کرده‌اند.
در طول این سال‌ها، هنگلیش به شکل تاثیرگزاری در شعارهای تبلیغاتی نیز مورد استفاده قرار گرفته است، مانند شعار تبلیغاتی پپسی در سال ۱۹۹۸ ( Yeh Dil Maange More!) به معنای This heart desires more و شعاری دیگر (Yehi hai right choice, Baby) به معنای This is the Right Choice, Baby و عبارت هنگلیش دیگری به این شکل: Yeh Hai Youngistaan که کلمه Young را با پسوند "ستان" در آن ترکیب کرده‌اند.
در سال ۲۰۰۳، تمایل به آهنگ‌های هنگلیش با موفقیت آلبوم Tu Hai Wohi از دی جی عقیل گسترش پیدا کرد. این روند در آلبوم "Chadti Jawani Meri Chaal Mastani" از هاری آناند ادامه پیدا کرد که در آن از آهنگ‌های "The Ketchup Song" و Kaanta Laga ساخته دی جی دول نمونه گرفته شده بود.
در سال ۲۰۰۵، بالجیندر کور ماهال کتابی با عنوان Queen's Hinglish: How to Speak Pukka نوشت که توسط انتشارات کالینز منتشر شد.
هنگلیش، انگلیسی‌زبانان بریتانیا را نیز تحت تأثیر خود قرار داده است و آنها از کلمات و عبارت مهاجران هندی و فرزندانشان، در زبان انگلیسی محاوره‌ای استفاده می‌کنند.

## نمونه واژگان
از بعضی واژگان هنگلیش می‌توان به موارد زیر اشاره کرد:
1) airdash: با عجله به جایی رفتن
2) stadium: مردی طاس با نواری از مو بر سرش
3) pre-pone: متضاد تأخیر، انجام چیزی در سر وقت
4) co-brother: باجناغ، یا به معنای دقیق‌تر شوهر خواهر زنتان.
5) Eve teasing: آزار و اذیت جنسی در خیابان
6) glassy: تقاضای نوشیدنی
7) timepass: بی‌توجهی به گذر زمان
8) badmash: ولگرد
همچنین:
1) 'juo' :you: تو
2) 'pphunny' :funny: بامزه
3) 'pphor' :four/for,: برای
4) 'iskool' : school,: مدرسه
5) 'ispade': spade: بیل (این حالت در ابتدای کلماتی که صامت دوگانه دارند و با حرف s شروع می‌شوند اتفاق می‌افتد.
تلفظ‌های بالا عمدتاً در مناطق روستایی هند دیده می‌شود. در نواحی شهری تلفظ‌های "انگلیسی هندی" مورد استفاده قرار می‌گیرد.
چنین فرایندی امروزه به شدت متداول شده است و اثر آن را می‌توان به خصوص در تبلیغات مشاهده کرد.